# Neuschwanstein
El castillo de Neuschwanstein (en alemán: Schloss Neuschwanstein, pronunciado /ˈʃlɔs nɔʏˈʃvaːnʃtaɪn/) está situado en el estado federado de Baviera, en Hohenschwangau, cerca de Füssen (Alemania). Lo mandó construir el rey Luis II de Baviera en 1869. Su nombre original era Nuevo castillo de Hohenschwangau, en honor al castillo donde el rey pasó gran parte de su infancia. El nombre fue cambiado después de la muerte del rey. Es el edificio más fotografiado de Alemania y uno de los destinos turísticos más populares en ese país, con 1,4 millones de visitantes anuales.
El castillo de Neuschwanstein se construyó en una época en que los castillos y las fortalezas ya no eran necesarios desde el punto de vista estratégico. Nació en la imaginación de Luis II como una pura fantasía romántica de un castillo medieval idealizado. El castillo es una composición de torres y muros que pretendía armonizarse con las montañas y los lagos. Está situado sobre el desfiladero de Pöllat en los Alpes Bávaros y se alza junto al castillo de Hohenschwangau y los lagos Alpsee y Schwan.
Combina eclécticamente varios estilos arquitectónicos y su interior alberga múltiples piezas de artesanía no menos fantásticas. Su diseño no es funcional, sino estético, siendo en buena medida el producto de la mente de un escenógrafo teatral. Por dentro, además de continuas referencias a leyendas y personajes medievales, como Tristán e Isolda o Fernando el Católico, contiene una completa red de luz eléctrica, el primer teléfono móvil de la historia (con una cobertura de seis metros), una cocina que aprovechaba el calor siguiendo reglas elaboradas por Leonardo da Vinci y vistas a los paisajes de los Alpes Bávaros, incluyendo una cascada que el monarca podía contemplar desde su habitación.

## Historia

### Historia del lugar y primeros diseños

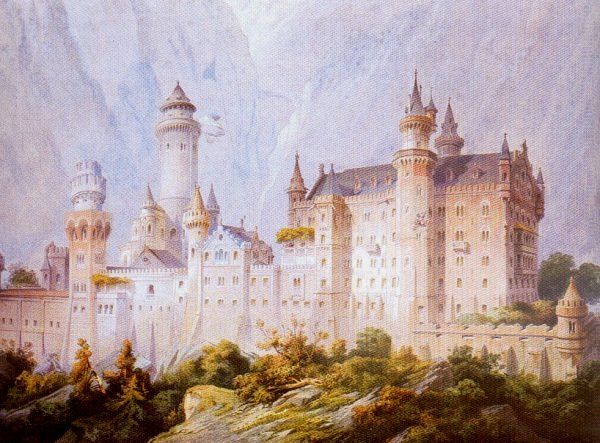
Uno de los borradores de Christian Jank.

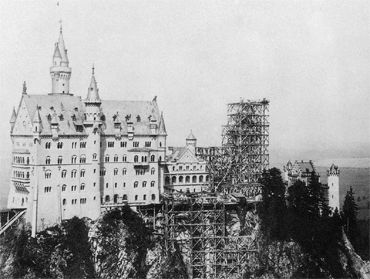
El castillo en construcción en 1886.

Durante la Edad Media había en el desfiladero de Pöllat dos pequeños castillos. El primero consistía en un palacete románico y un torreón llamado Vorderhohenschwangau ("Frente a Hohenschwangau"). El segundo constaba de una torre fortificada con recámaras, llamado Hinterhohenschwangau ("Detrás de Hohenschwangau"). El distrito de Schwangau, donde los dos castillos estaban localizados, era feudo de la familia Wittelsbach desde el siglo XV, y para el siglo XIX ambos estaban en ruinas. Los restos del Hinterhohenschwangau habían sido convertidos en un mirador.
Luis II de Baviera pasó parte de su niñez y juventud cerca de estas ruinas, en el castillo de Hohenschwangau, que su padre Maximiliano II había transformado de un castillo medieval en una residencia en el año 1837. El nombre original de Hohenschwangau era Schwanstein ("Roca del Cisne") y el nombre no cambió hasta el fin de la remodelación. El pequeño Luis visitó varias veces las ruinas de ambos castillos medievales y en 1859 pintó las ruinas del Vorderhohenschwangau en su diario.
El primer gran proyecto de construcción del joven rey Luis II al subir al trono en 1864, fue la reconstrucción de Vorderhohenschwangau, el futuro castillo de Neuschwanstein. Después de Neuschwanstein, que estaba conceptualizado como el castillo ideal para el caballero medieval, siguieron Linderhof, un schloss de placer en estilo rococó, y el palacio de Herrenchiemsee, que representaba un monumento al absolutismo. Su interés en construir Neuschwanstein fue despertado por dos viajes: En mayo de 1867 visitó a su hermano Otto en el castillo de Wartburg en Eisenach y en julio del mismo año fue a ver el castillo de Pierrefonds, que había sido restaurado por Eugène Viollet-le-Duc respetando el estilo histórico del edificio. En la apreciación del rey, ambos castillos representaban una visión romántica de la Edad Media, al igual que las sagas musicales de Richard Wagner, cuyas óperas Tannhäuser y Lohengrin lo habían impresionado fuertemente.
El 15 de mayo de 1868 escribió a Wagner diciéndole que quería construir un castillo «al estilo auténtico de los antiguos castillos alemanes» sobre el desfiladero de Pöllat y que sería «más bello y acogedor que el castillo de abajo, el de Hohenschwangau».
Al morir su abuelo en 1868, Luis I de Baviera, el joven rey Luis II pudo disponer de los bienes de su infantazgo, por lo que tenía a su disposición considerables recursos financieros. Con la planeada construcción del castillo, Luis II quería obtener un refugio fuera de la capital Múnich donde pudiera vivir su fantasía medieval. El primer borrador fue creado por el escenógrafo teatral muniqués, Christian Jank, y los planes arquitectónicos fueron realizados por el arquitecto Eduard Riedel. Se consideró integrar las ruinas existentes en el diseño, pero debido a dificultades técnicas, esto no se llevó a cabo. Los primeros planos se orientaron en el estilo del castillo de Núremberg, rechazando planes más sencillos basados en el antiguo castillo de Vorderhohenschwangau. El alcance y tamaño de los planes se fue incrementando, inspirándose más y más en el castillo de Wartburg. El rey seguía de cerca el desarrollo de los planes y tenía que aprobar cada borrador antes de continuar. Su influencia fue tal que se puede decir que el castillo es más su propia creación que la de los arquitectos participantes.

## El castillo bajo Luis II

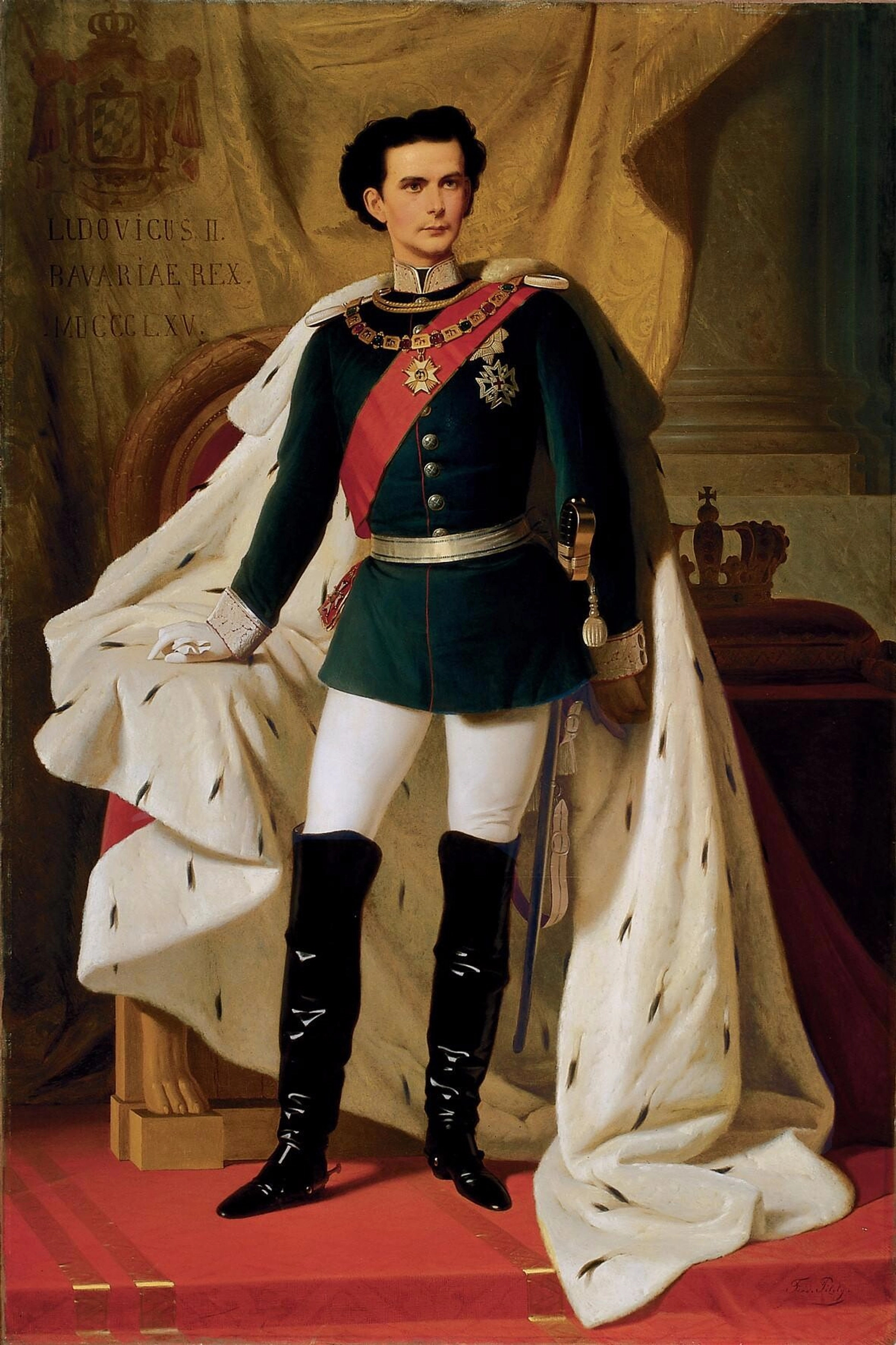
Retrato de Luis II de Baviera a los veinte años de edad por Ferdinand von Piloty.

La construcción empezó en 1869. Los caprichos y las demandas del Luis II crecieron con el edificio de la misma manera que lo hicieron los presupuestos, los planes y los costos reales. Esta fue la razón por la cual un gran modesto cuarto de trabajo en el plan original se convirtió en la Sala del trono (Thronsaal) y por la que un cuarto de visita se transformó en una Sala árabe (Maurischer Saal) que finalmente no se pudo realizar por falta de dinero. También es la razón por la cual la fecha de terminación, originalmente planeada para 1872, tuvo que ser postergada repetidamente.
En 1871 en compensación por la llamada "Carta del Káiser" (Kaiserbrief), por la cual Luis II aceptó que Guillermo I de Prusia pudiera usar el título de Kaiser o Emperador de Alemania, Luis II recibió parte de los fondos confiscados a los welfos. A pesar de esto, sus recursos financieros siguieron disminuyendo debido a sus otros proyectos de construcción. En 1884 el rey se mudó desde Múnich para residir por primera vez en el castillo aún en plena construcción. En 1885 recibió allí la visita de su madre, la reina María de Prusia, y para 1886 el castillo y la barbacana estaban en su mayor parte acabados. Hasta su muerte ese mismo año, en circunstancias aún no completamente aclaradas, Luis II vivió solamente un total de 172 días en el castillo.
Neuschwanstein estaba concebido para servirle a Luis II como un escenario teatral habitable. Era un templo de amistad dedicado a la vida y obras del compositor Richard Wagner, quien, sin embargo, nunca lo visitó. De hecho, el propio nombre del castillo estaba inspirado en el "caballero de los cisnes", uno de los personajes de las obras del mencionado compositor. A pesar de su gran tamaño, no estaba planeado para recibir y albergar a la corte noble, ya que solo tenía recámaras para el rey y sus sirvientes. El castillo estaba diseñado más bien con fines decorativos que con consideraciones residenciales prácticas. Por ejemplo, el "Cuarto de las Damas" (Kemenate) debía recordar el segundo acto de Lohengrin, que en parte tiene lugar en un aposento similar.
Luis II sufragó los edificios de sus propios recursos monetarios y de la asignación por el Estado a los nobles por gastos de representación, en la llamada lista civil. Contrariamente a lo que suele creerse, sus construcciones no fueron una carga insostenible para los recursos del reino. Los costos de construcción de Neuschwanstein ascendieron hasta la muerte del rey a un total de 6 180 047 marcos de oro, habiendo empezado con un presupuesto original de 3.2 millones de marcos de oro. Los medios privados del rey no alcanzaban para pagar todos sus proyectos, por lo que tuvo que depender de préstamos para llevarlos a cabo. Para el año 1883 sus deudas ascendían a siete millones de marcos de oro y en 1885 se vio amenazado de un posible embargo.
Las disputas sobre las deudas del gobernante llevaron a que en 1886 el gobierno bávaro incapacitara al rey. Al momento de su incapacitación el 9 de junio de 1886, Luis II se encontraba en Neuschwanstein y este fue el último de los castillos comisionados por él en que vivió. Con motivo de su inminente derrocamiento por medio de una comitiva enviada al castillo desde Múnich, Luis II mandó al día siguiente que se cerraran las puertas de la barbacana. Luego del fracaso de la primera comitiva, una segunda comitiva, con Bernhard von Guddens a la cabeza, visitó al rey el 11 de junio. Esa misma noche el rey se vio forzado a abandonar el castillo, al que nunca más regresaría.

### Historia desde el fin delsigloXIXal presente

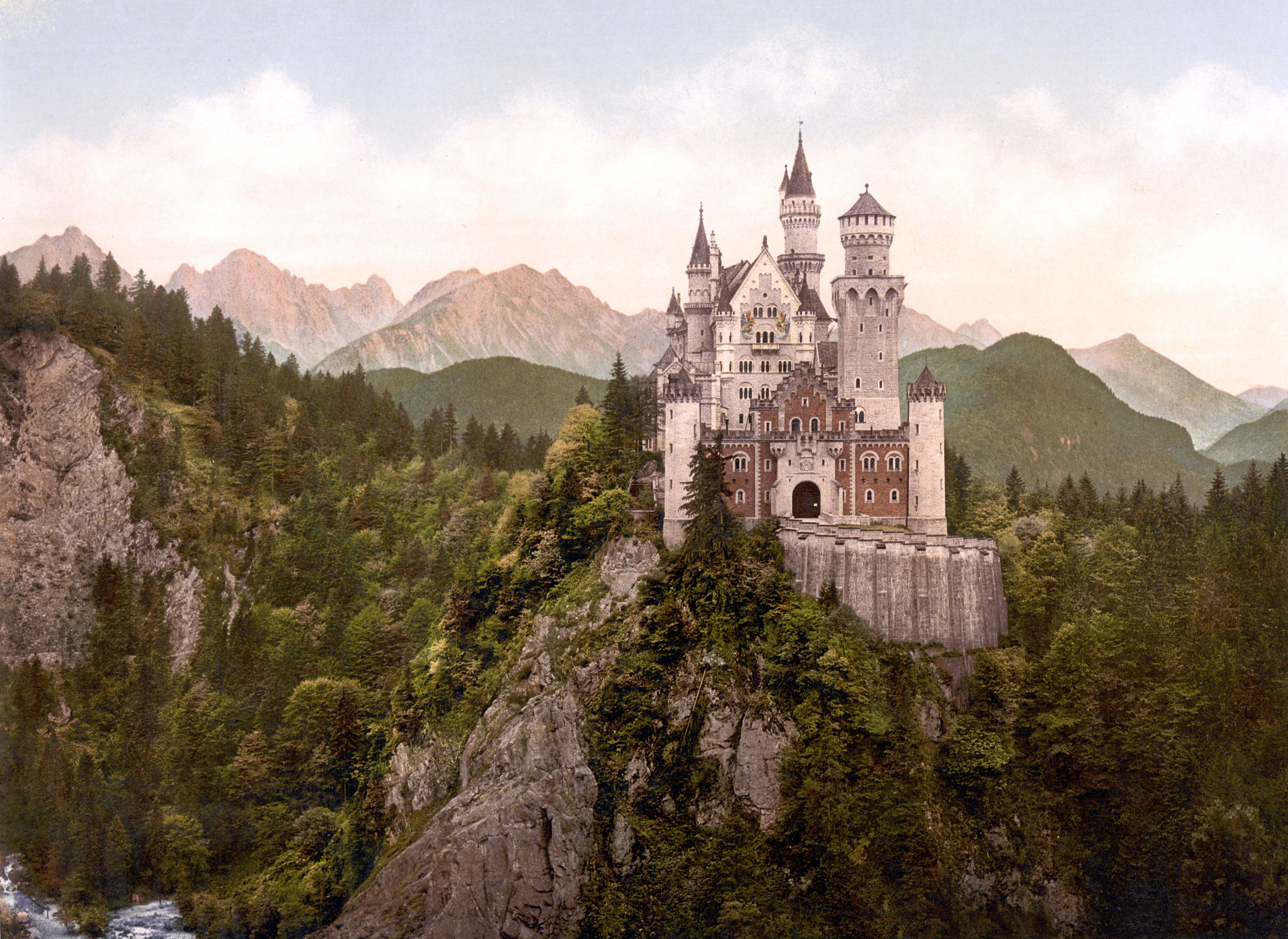
Fotocromo del castillo tomado entre 1890 y 1905.

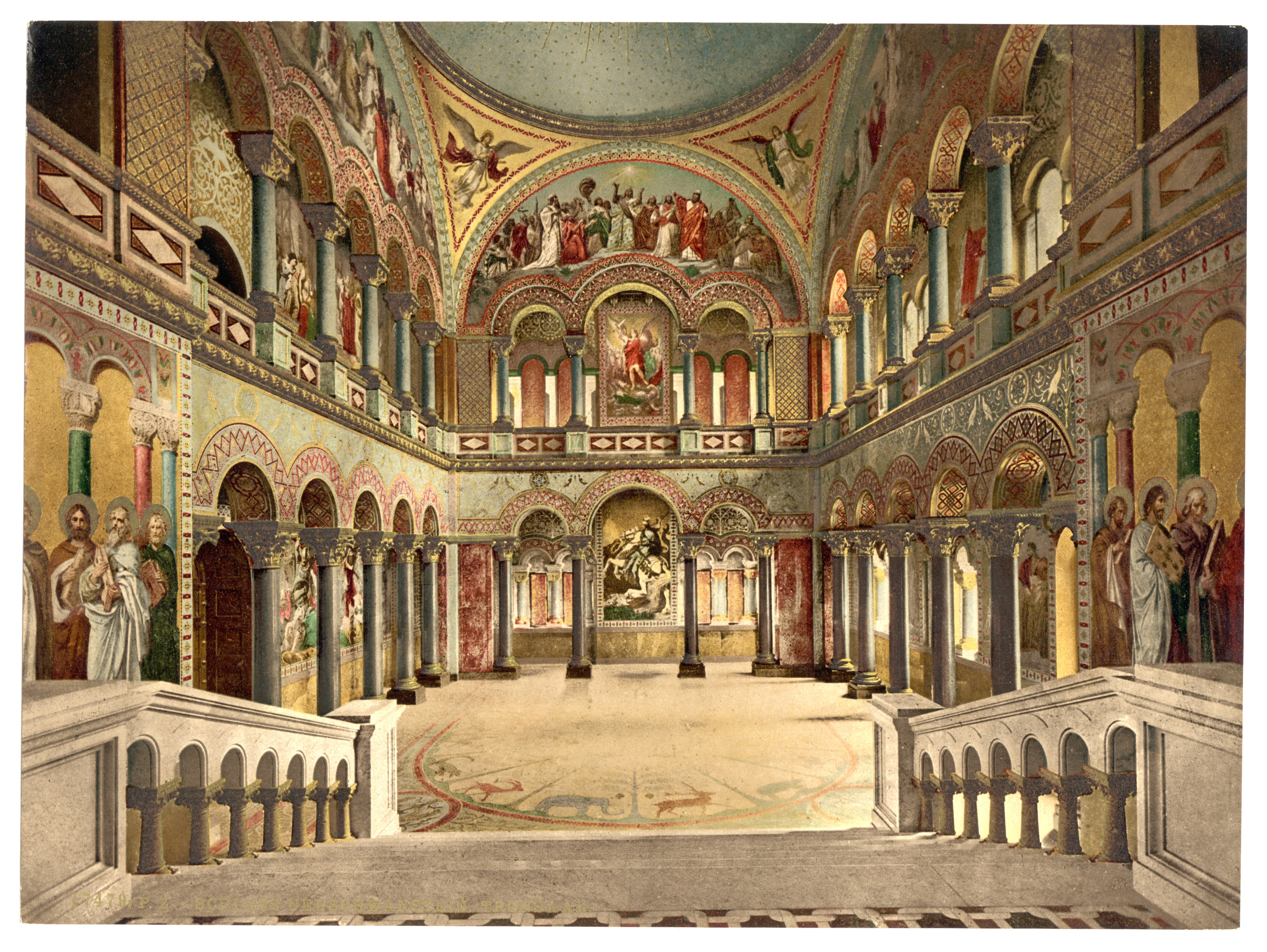
Fotocromo de la Sala del trono, vista desde el trono.

Al momento de morir el rey en el lago de Starnberg, el 13 de junio de 1886, el castillo de Neuschwanstein aún no estaba terminado. Nunca fue la intención de Luis II que el castillo estuviera abierto al público, pero tan solo seis semanas después de su muerte, las puertas del castillo se abrieron a los visitantes. Con las recaudaciones de las entradas se pagaron en parte los préstamos del rey. La administración póstuma de los bienes del rey permitió saldar las deudas en su totalidad para el año 1899. Hasta el año 1914 el castillo fue una lucrativa y estable fuente de ingresos para la familia Wittelsbach; de hecho, las residencias de Luis II (castillos, palacetes y palacios) eran la principal fuente de ingresos de la familia real. Para agilizar las visitas se completaron algunos de los cuartos y partes exteriores del edificio. En esa época aún se les permitía a los visitantes deambular por el castillo sin restricciones, por lo que los muebles del interior se desgastaron rápidamente. Con el advenimiento de la república en 1918, el gobierno cesó los pagos en la lista civil a la familia real por el concepto de "gastos de representación". Como resultado de la disputa resultante, el castillo de Neuschwanstein pasó a ser en 1923 propiedad Estado Libre de Baviera, mientras que los ingresos del cercano Castillo de Hohenschwangau iban a un fideicomiso establecido para la familia Wittelsbach.
Durante la Segunda Guerra Mundial, el Grupo de trabajo del Reichsleiter Rosenberg, un grupo del Partido nazi, utilizó el castillo para almacenar obras de arte robadas en Francia. Las obras de arte robadas fueron sacadas en 1944, pero al final de la guerra se encontraron 39 álbumes de fotos catalogando las obras de arte que se habían guardado. Estos álbumes fueron utilizados como pruebas en los juicios de Núremberg. Cerca del final de la guerra el castillo volvió a ser usado por los nazis, esta vez para almacenar reservas de oro del Reichbank. El oro desapareció sin dejar pistas antes de terminar la guerra. En abril de 1945, Neuschwanstein escapó de una demolición por tropas de las SS para evitar que las obras de arte alemanas ahí almacenadas cayeran en manos de los aliados. El Gruppenführer a cargo no llevó a cabo esta orden y entregó el castillo a las fuerzas del Ejército de los Estados Unidos. Neuschwanstein sobrevivió la Segunda Guerra Mundial sin sufrir daños.
Después de la guerra, el castillo sirvió provisionalmente para archivar documentos a causa de la falta de lugar en la bombardeada ciudad de Múnich. En el año 2002, partes de un meteorito cayeron en las cercanías del castillo. El meteorito está catalogado hoy en día como el Meteorito de Neuschwanstein. En 2007 el castillo de Neuschwanstein fue finalista en la elección de las nuevas siete maravillas del mundo moderno, pero no resultó elegido, quedando en octavo lugar. En 2008, el gobierno de Baviera solicitó que el castillo fuera nominado para ser parte del Patrimonio de la Humanidad de la Unesco junto con los castillos de Linderhof y Herrenchiemsee en un conjunto denominado Castillos de Luis II.
Neuschwanstein es uno de los destinos turísticos más populares de Alemania. Por razones de seguridad, solo es posible visitar el interior del castillo con el acompañamiento de un guía turístico para hacer recorridos de 35 minutos aproximadamente. Es también posible hacer recorridos temáticos, por ejemplo, en el mundo de las sagas descritas en los frescos y cuadros del interior. Durante la temporada alta, entre junio y agosto, el castillo tiene hasta 10 000 visitantes diarios. El 27 de junio de 2013, el castillo recibió su visitante número 60 millones y recibe en promedio 1,4 millones de visitantes anualmente. En marzo de 2013 se concluyeron los trabajos de restauración de los textiles en los muebles, alfombras y cortinas del castillo a un costo de 340 000 euros. Simultáneamente se instalaron protecciones para evitar que los visitantes toquen las piezas en exhibición y protecciones contra la luz natural y de flash de fotografía.

## El edificio

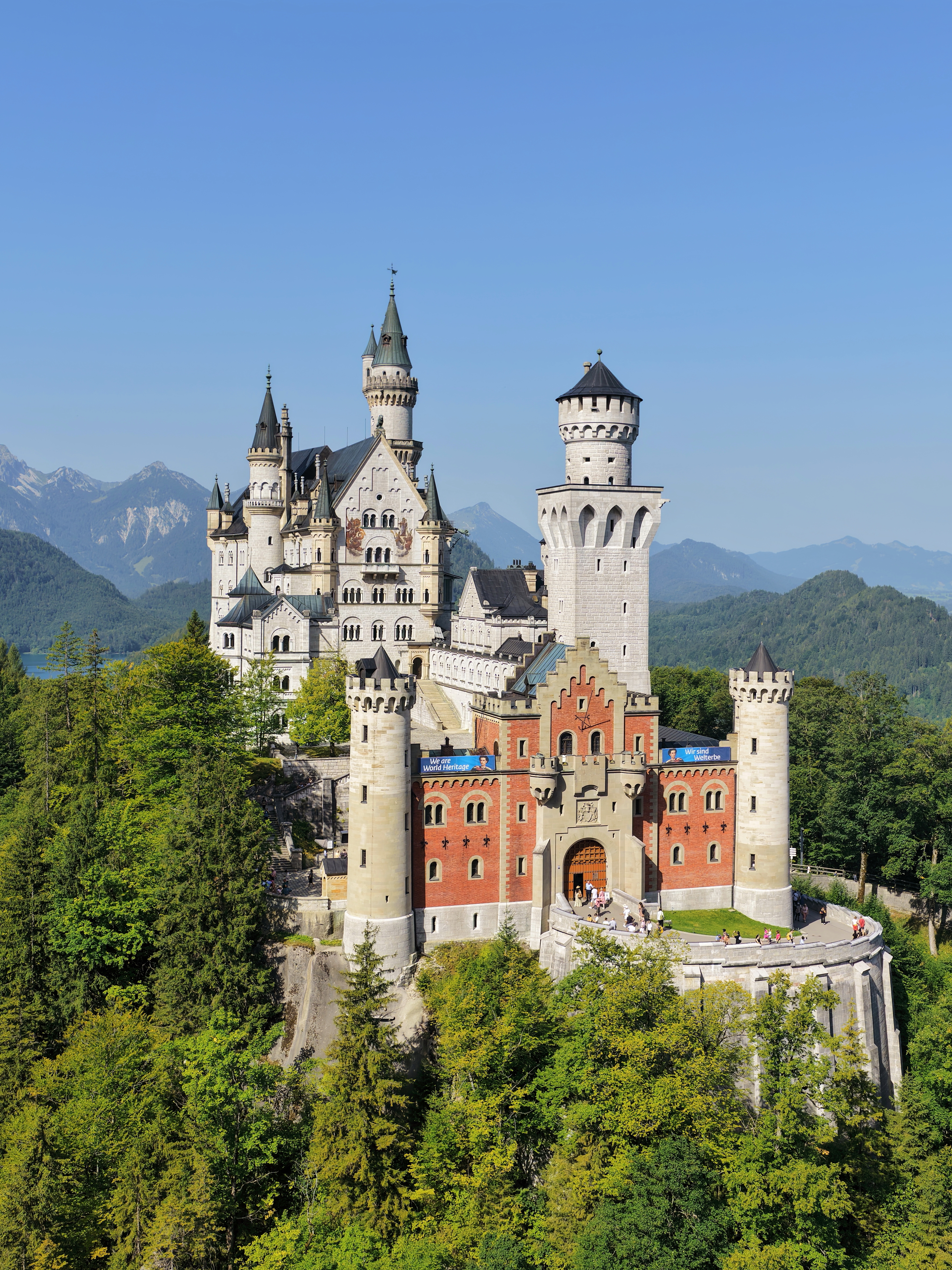
Vista este del castillo de Neuschwanstein.

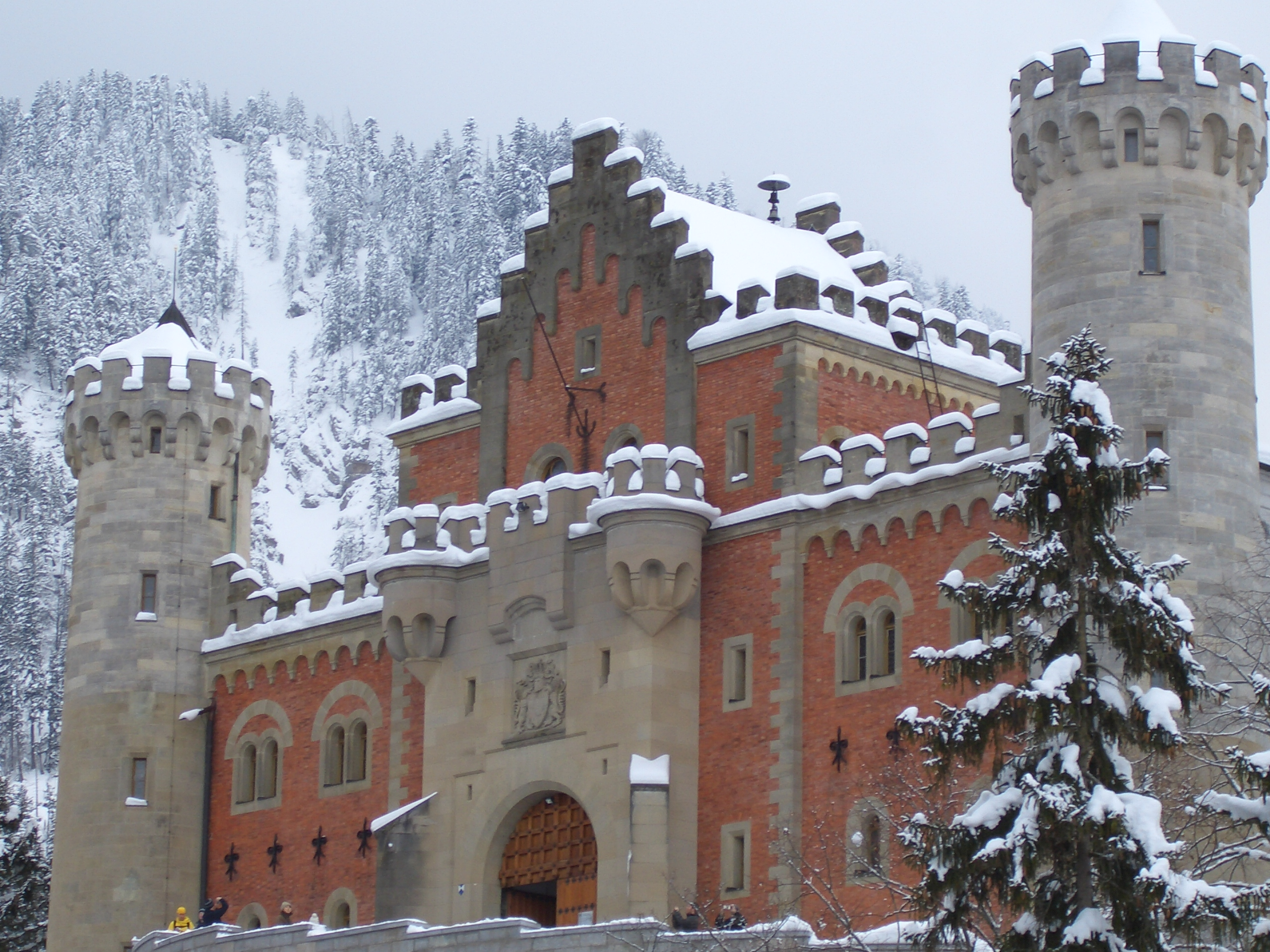
Detalle de la barbacana.

El castillo de Neuschwanstein se compone de varias edificaciones individuales con unos 150 metros de longitud total, construido sobre la cima de un desfiladero rocoso. La elongada construcción tiene numerosas torres, torrecillas, gabletes, almenas y esculturas. Las ventanas son de estilo románico, en su mayoría en forma de bi y triforio. El conjunto de edificios, con el trasfondo del monte Tegelberg por un lado, el desfiladero de Pöllat al sur y el paisaje de colinas rico en lagos de los Alpes Bávaros, ofrece una pintoresca imagen desde cualquier dirección. Fue diseñado como un ideal romántico del castillo para el caballero medieval. A diferencia de los castillos "reales", que por lo general son el resultado de las labores de varios siglos de construcción, Neuschwanstein fue planeado y construido de principio a fin en un solo periodo de trabajo como un edificio asimétrico edificado en partes. En el diseño se hace referencia a los elementos típicos de los castillos, pero carece de instalaciones defensivas reales, que eran lo más importante en una residencia de la nobleza medieval.

### Las edificaciones externas

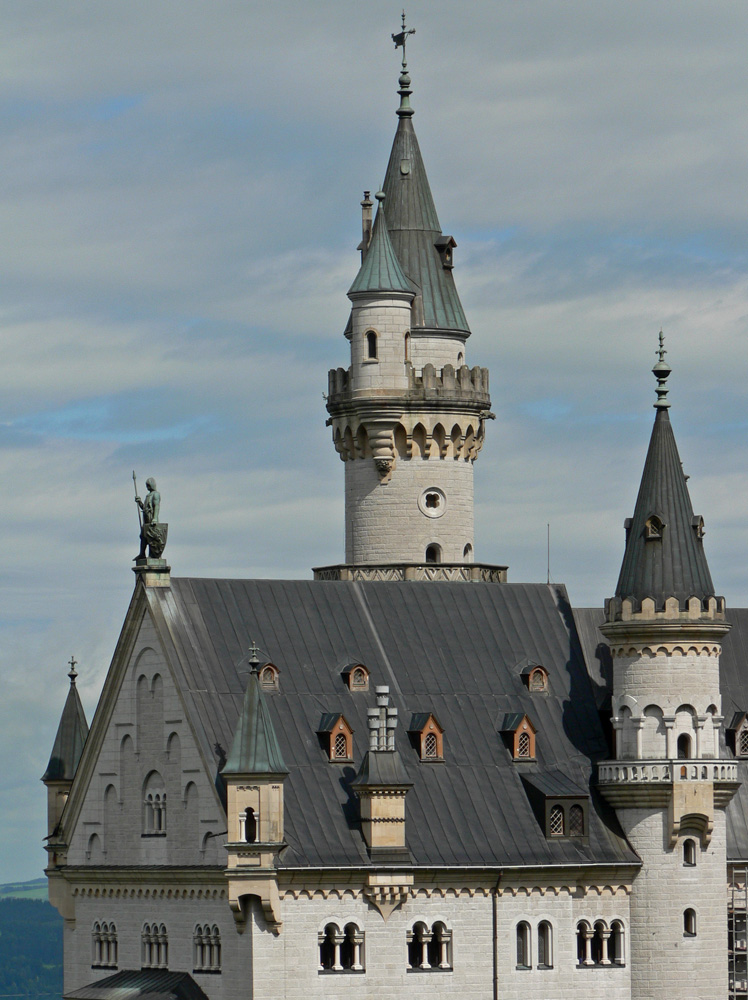
Detalle del tejado del castillo.

La entrada al complejo del castillo se realiza por una barbacana simétrica flanqueada por torres laterales. Este edificio, orientado hacia el oeste, es el único del castillo cuyos muros están decorados con colores contrastantes; los muros externos están enmarcados en ladrillo rojo, mientras que la fachada interna que da al patio de armas es de piedra caliza amarilla. La cornisa está rematada con almenas a todo su alrededor. La fachada de la barbacana está coronada por un gablete escalonado que contiene un cuarto desde el cual Luis II observaba los trabajos de construcción antes que el castillo del castillo fuera terminado. En el primer nivel estaba previsto que estuviesen los establos.
Sobre el dintel de la puerta de acceso hay un escudo del reino de Baviera. El pasaje conduce a un patio de armas de dos niveles. El patio inferior está delimitado por la barbacana al oeste, por la base de la llamada "torre cuadrada" con ala de unión al norte, mientras que el lado sur está abierto y tiene vistas del paisaje montañoso. Al lado este del patio inferior hay un terraplén enladrillado cuya protuberancia poligonal marca el coro de la planeada capilla. De ahí, una escalera conduce al patio superior.
La edificación más llamativa del patio de armas superior es la llamada "torre cuadrada" de 45 metros de altura. Esta torre, como la mayoría de los edificios del patio de armas, tiene más que nada propósito decorativo dentro del conjunto del castillo. Desde su plataforma de observación se disfruta de expansivas vistas de las estribaciones de los Alpes hacia el norte. El lado norte del patio de armas superior está delimitado por la llamada "Casa de los caballeros" (Ritterhaus). Este edificio de tres plantas está conectado por un ala de unión de arcos ciegos con la "torre cuadrada" y la barbacana. Según la concepción romántica de un castillo medieval, la "Casa de los caballeros" era el lugar donde los hombres de la fortaleza se reunían y residían, en Neuschwanstein estaba prevista para oficinas y cuartos de servicio. En el lado sur del patio de armas superior, como contrapartida a la "Casa de los caballeros", está el "Cuarto de las Damas" también de tres plantas y que nunca fue usado como tal. Estas dos estructuras evocan el castillo de Amberes del primer acto de la ópera Lohengrin de Wagner. En el pavimento del patio se puede ver la forma de la planta de la capilla del castillo, la cual nunca fue construida.
El lado este del patio superior está delimitado por el "castillo", que constituye el verdadero edificio principal y residencial del castillo. Este edificio contiene los cuartos de estado y pompa del rey, al igual que los cuartos de los sirvientes. El castillo es una colosal estructura de cinco plantas en la forma de dos ortoedros conectados en un ángulo plano y cubiertos con un alto techo a dos aguas. La forma del edificio sigue la forma de la cresta rocosa. En sus ángulos hay adjuntas dos torre-escaleras, de las cuales la norte alcanza 65 metros de altura y sobrepasa el techo del edificio por muchos pisos. Ambas torres, con sus techos cónicos multiformes, recuerdan los techos de las torres del castillo de Pierrefonds en las que se inspiraron. La fachada principal del castillo está orientada hacia el oeste y contiene un balcón de dos niveles, mientras que al norte sobresale una torre-escalera inferior y un invernadero. Esta fachada está además decorada con frescos y su gablete está coronado por la escultura de un león, mientras que el gablete del lado oeste lo está por una escultura de un caballero. Todo el edificio del castillo está decorado con múltiples chimeneas y torrecillas.

#### Historia de la construcción

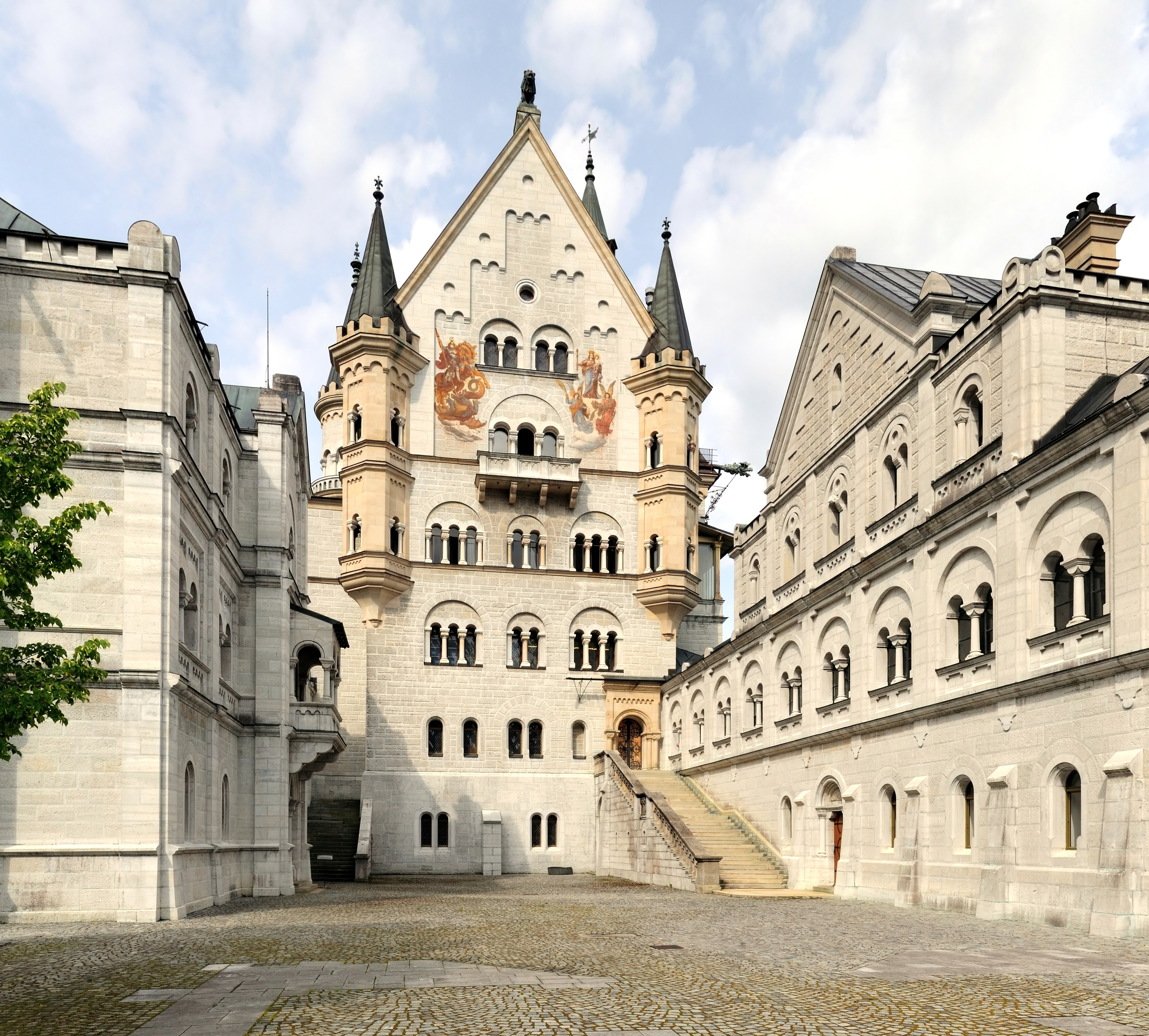
Vista de la fachada del castillo desde el patio superior. A la derecha está la "Casa de los caballeros" y a la izquierda el "Cuarto de las damas".

En el año 1869 las ruinas de los dos castillos medievales del lugar fueron demolidas. Los trabajos de construcción de la barbacana empezaron en febrero de 1869 y la piedra angular del edificio del castillo se puso el 5 de septiembre de ese mismo año. Entre los años 1869 y 1873 la barbacana fue terminada y completamente amueblada para que Luis II pudiera residir en ella y observar los trabajos de construcción. En 1874, Georg von Dollmann se hizo cargo de dirigir las obras relevando a Eduard Riedel. En 1880 se realizó la ceremonia de tope del edificio del castillo, obras que se extendieron hasta 1884, el mismo año en que Julius Hofmann reemplazó a Riedel, que había perdido el favor real.
El castillo fue construido de forma convencional con ladrillos y luego revestido con diversos tipos de piedra. La piedra caliza blanca de las fachadas proviene de una cantera cercana. La piedra arenisca para las puertas y los miradores provienen de Wurtemberg. Para las ventanas, las costillas de las bóvedas, columnas y capiteles se utilizó mármol proveniente del área de Salzburgo. La Sala del trono fue una adición posterior y requirió una armadura de acero. Para facilitar el transporte de los materiales de construcción se construyeron andamios y se utilizó una grúa a vapor para subir los materiales. Había una grúa adicional para aliviar el trabajo físico en el punto donde se realizaban las obras. Una organización precursora de la TÜV certificaba regularmente la seguridad del sitio de trabajo.
La gigantesca construcción fue por dos décadas el mayor empleador de la región. En 1880 trabajaban diariamente unos 200 artesanos en la obra sin contar los proveedores y otras personas involucradas en los trabajos. En algunas ocasiones, como cuando el rey hacía cambios repentinos o se acercaba un fin de plazo importante, se empleaban hasta 300 artesanos que incluso trabajaban durante la noche usando candiles. Las estadísticas de los años 1879 y 1880 revelan el uso de inmensas cantidades de materiales de construcción: 465 toneladas de mármol de Salzburgo, 1550 toneladas de piedra arenisca, 400 000 ladrillos y 2050 metros cúbicos de madera para los andamios.
El 3 de abril de 1870 se fundó una sociedad para asegurar a los trabajadores por una módica suma que les permitía seguir recibiendo su salario en caso de enfermedad o lesiones. Este seguro era además suplementado por significantes contribuciones del mismo rey. En caso de muerte accidental los beneficiarios del trabajador recibían una pequeña pensión, lo cual era poco usual en esa época. Las estadísticas reportan que 39 familias recibieron el beneficio de muerte accidental, lo que para las construcciones de la época y las condiciones geográficas del sitio, fueron pocas.

#### El castillo inconcluso

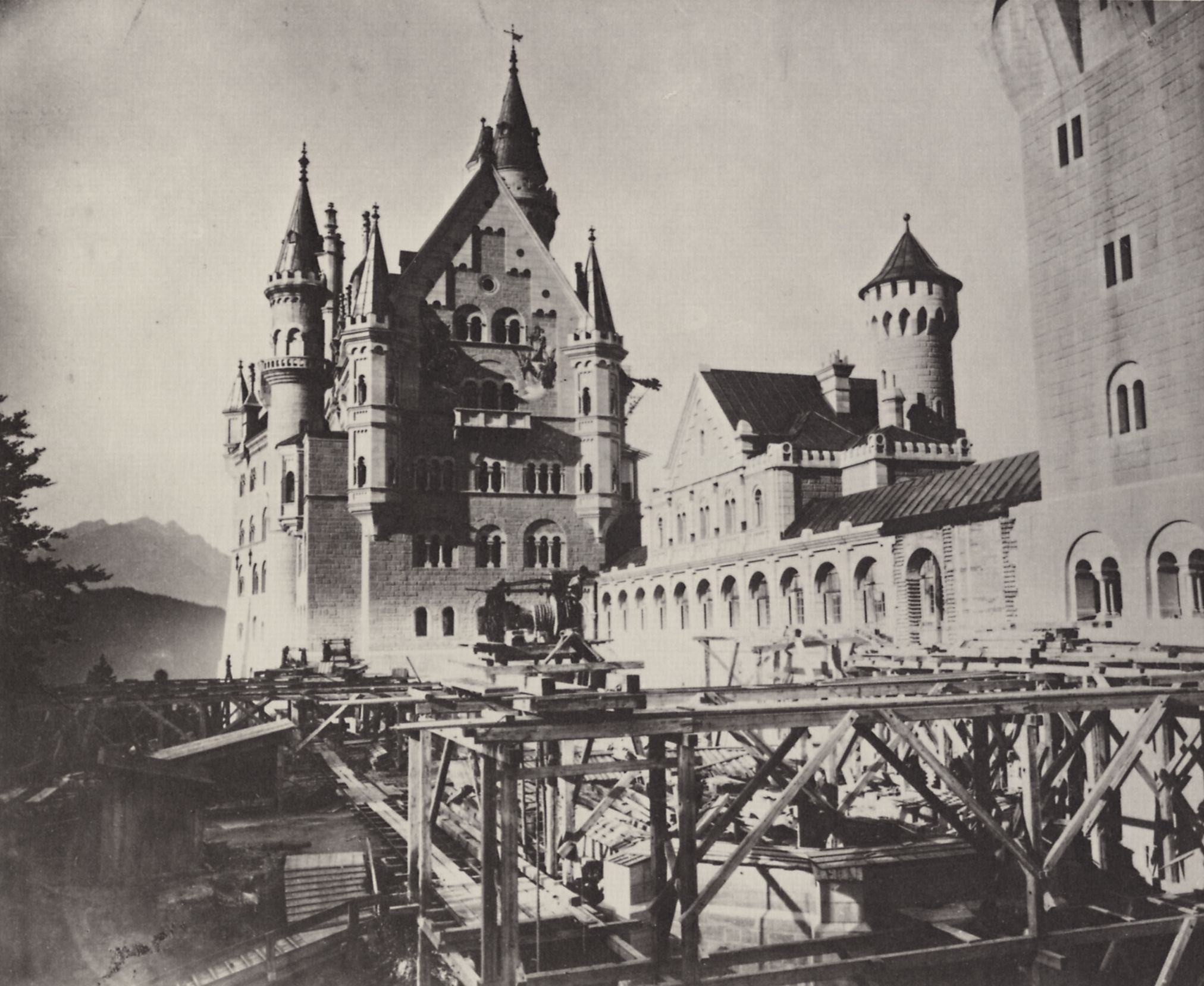
El patio superior durante la construcción.

Al momento de la muerte de Luis II en 1886 el castillo no estaba terminado. La barbacana y el castillo estaban en su mayor parte listos y la "torre cuadrada" todavía estaba andamiada, pero la construcción del "Cuarto de las damas" aún no había comenzado y no fue terminado sino hasta 1892 de forma simplificada, lo mismo que "La casa de los caballeros". El ala de unión de la "Casa de los caballeros" estaba prevista a ser construida de forma "naturalista", con columnas asemejándose al tronco de árboles coronados por capiteles. El "Cuarto de las damas" debía estar decorado con esculturas de mujeres santas. El núcleo del complejo del castillo estaba previsto a ser una torre del homenaje de 90 metros de altura, con una capilla de tres naves en la planta baja, que debía estar localizada en al patio de armas superior. Cuando los trabajos se interrumpieron definitivamente, solo los cimientos se habían hecho. El ala de unión entre la barbacana y el "Cuarto de las damas" quedó también sin realizarse. El mismo destino sufrieron la fuente, jardín y terrazas que debían estar en el lado oeste del castillo.
Por lo general después del 1886 se interrumpió el amueblado y decoración de los cuartos del interior del castillo. Los corredores y antesalas se pintaron de forma simplificada, concluyendo los trabajos en 1888. Tampoco se realizó la "Sala árabe" deseada por el rey y mucho menos la llamada "Pileta de los caballeros" (Ritterbad), modelada al estilo del Ritterbad del castillo de Wartburg como homenaje al culto de los caballeros medievales por el baño de inmersión. Tampoco se realizaron la "recámara de la novia" (Brautgemach) en el "Cuarto de las damas", los cuartos de visita o el cuarto de banquetes del castillo. Para muchos de los cuartos del castillo, que estaba concebido como una "casa privada", ni siquiera existían conceptos para su uso.

#### Estilo

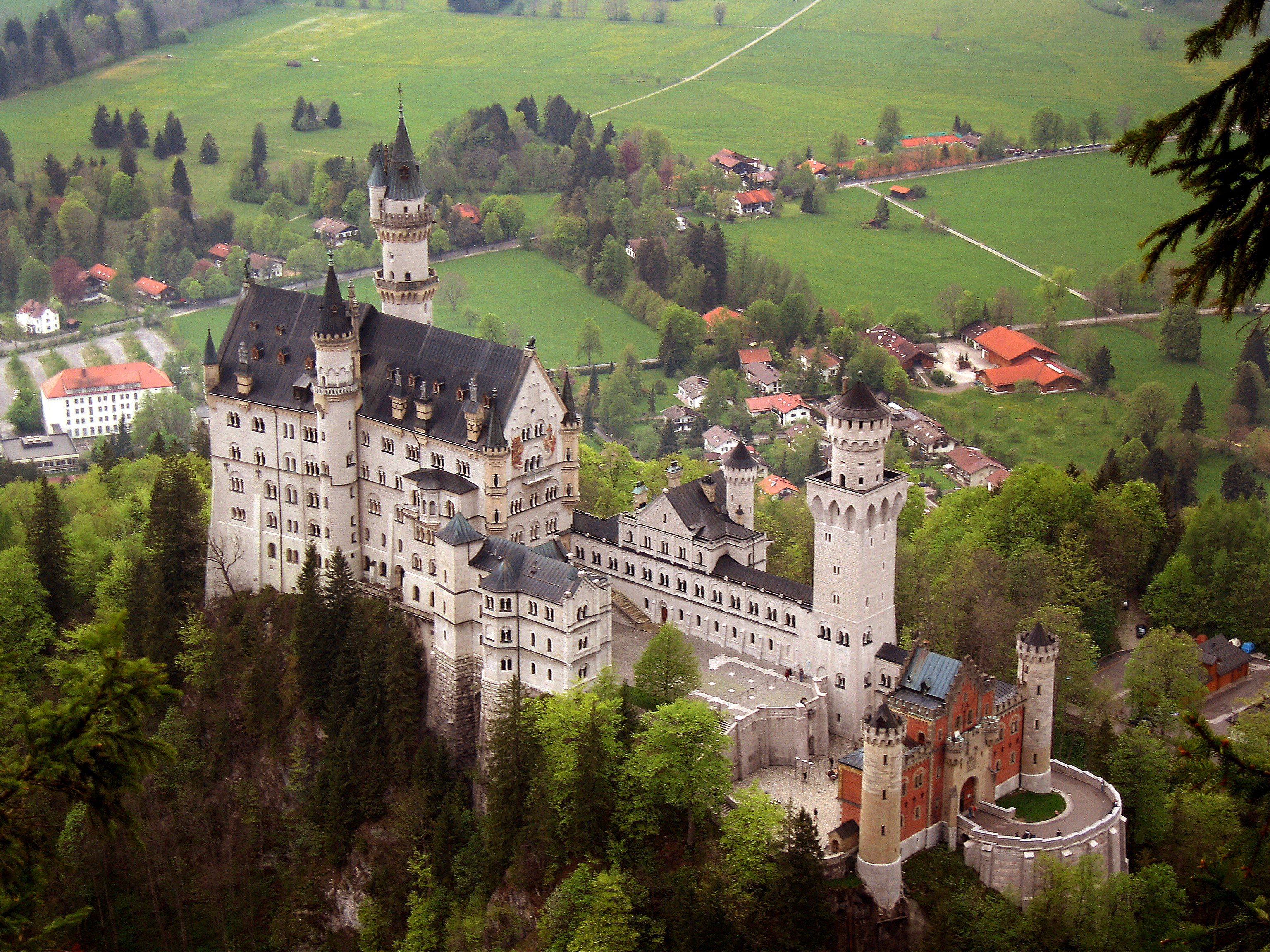
El castillo visto desde el sureste.

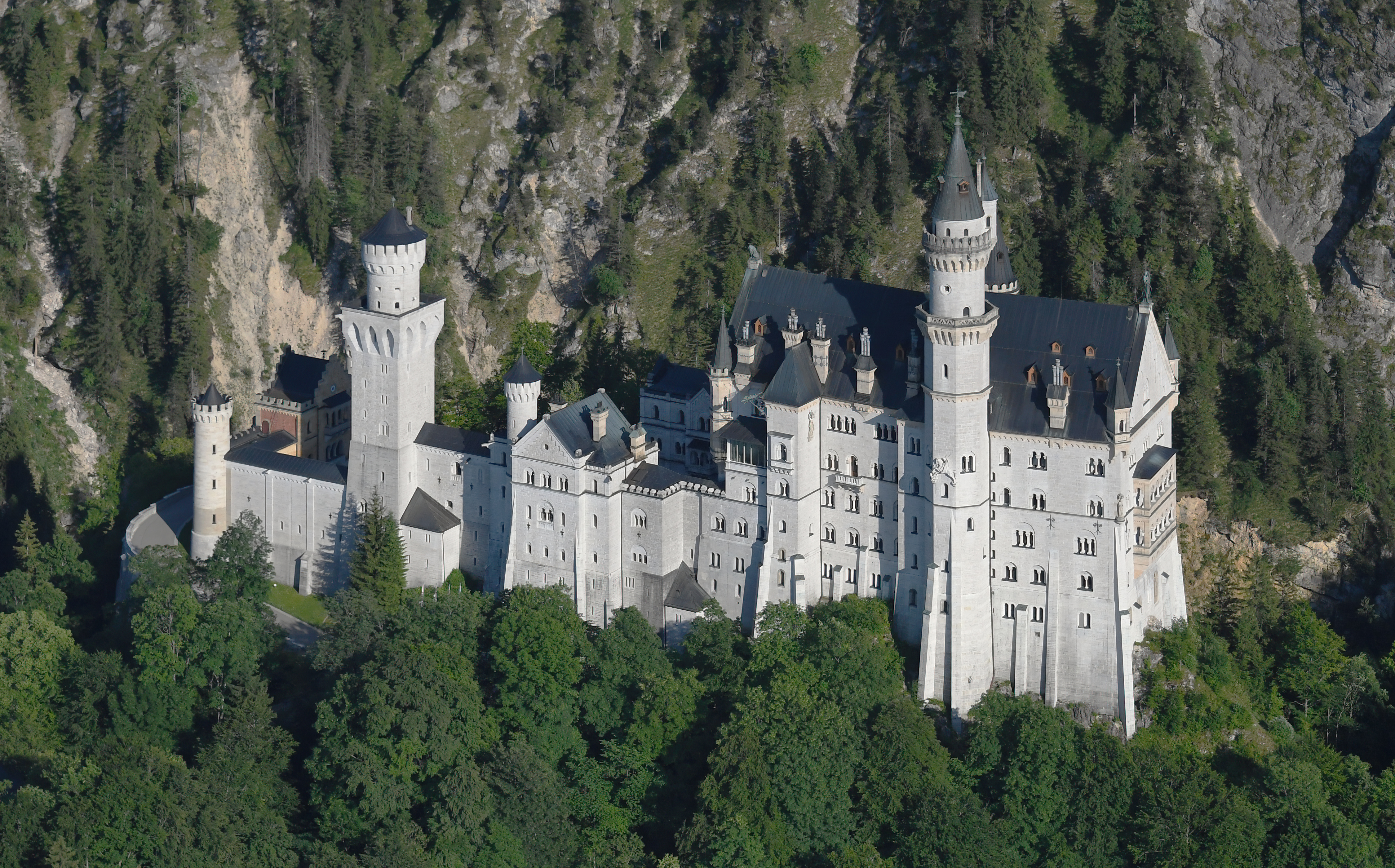
Vista aérea desde el noroeste.

El siglo XIX fue el siglo del romanticismo. Proyectos similares al de Neuschwanstein se habían realizado en otros estados alemanes como en el vecino castillo de Hohenschwangau, el castillo de Lichtenstein, el castillo de Hohenzollern, o en las numerosas obras del romanticismo del Rin, como el castillo de Stolzenfels. Otro proyecto similar a Neuschwanstein planeado por Luis II fue el del castillo de Falkenstein, que no pasó de la etapa de planificación debido a la falta de fondos. Los críticos de arquitectura de la época se burlaban de Neuschwanstein, uno de los últimos grandes proyectos de construcción de castillo del siglo XIX, por ser kitschig. Hoy en día los castillos de Luis II, y en particular el de Neuschwanstein, son considerados entre las más importantes obras de la arquitectura historicista europea.
El castillo puede considerarse como típico de la arquitectura del siglo XIX. De manera ecléctica se mezclan las formas del arte románico (en las figuras geométricas sencillas de los ortoedros y arcos), del arte gótico (con sus líneas elevadas, torres esbeltas y filigrana arquitectónica decorativa) y del arte bizantino (como en la "Sala del trono"), complementadas por los avances técnicos del siglo. Los frescos en el estilo local de Lüftlmalerei de las figuras de San Jorge y de la Patrona Bavariae en la fachada del castillo, apuntan hacia las tradiciones regionales del Algovia, mientras que los planes no realizados en el ala de unión de la "Casa de los caballeros" apuntan al modernismo. Determinantes para la forma de Neuschwanstein son los motivos del teatro: Christian Jank, el diseñador inicial del castillo, era un pintor de escenografías y se basó en sus diseños de escena anteriores para crear los planes de Neuschwanstein.

### El interior del castillo

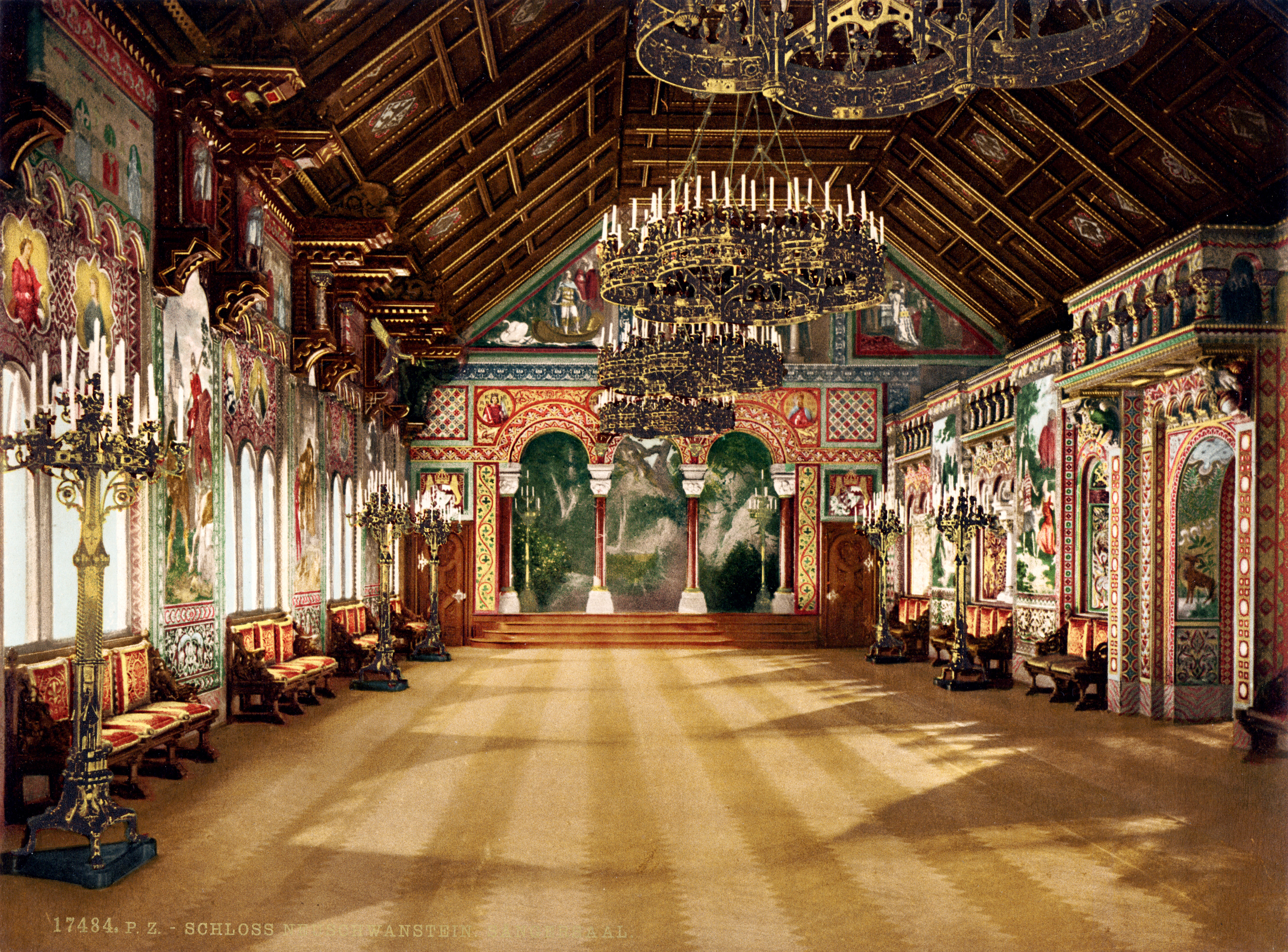
La "Sala de los cantores" en un fotocromo del.

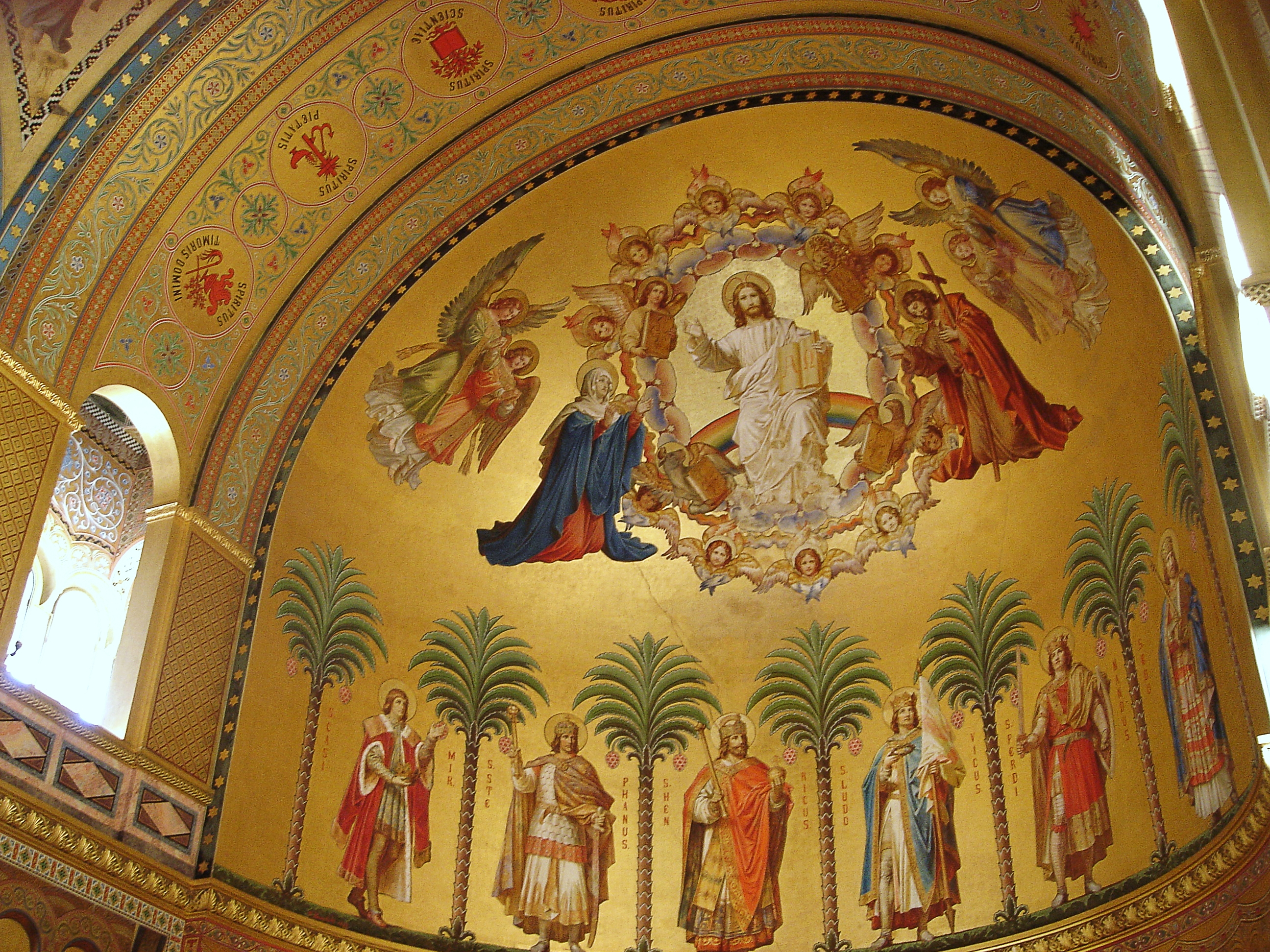
Murales del ábside de la Sala del trono.

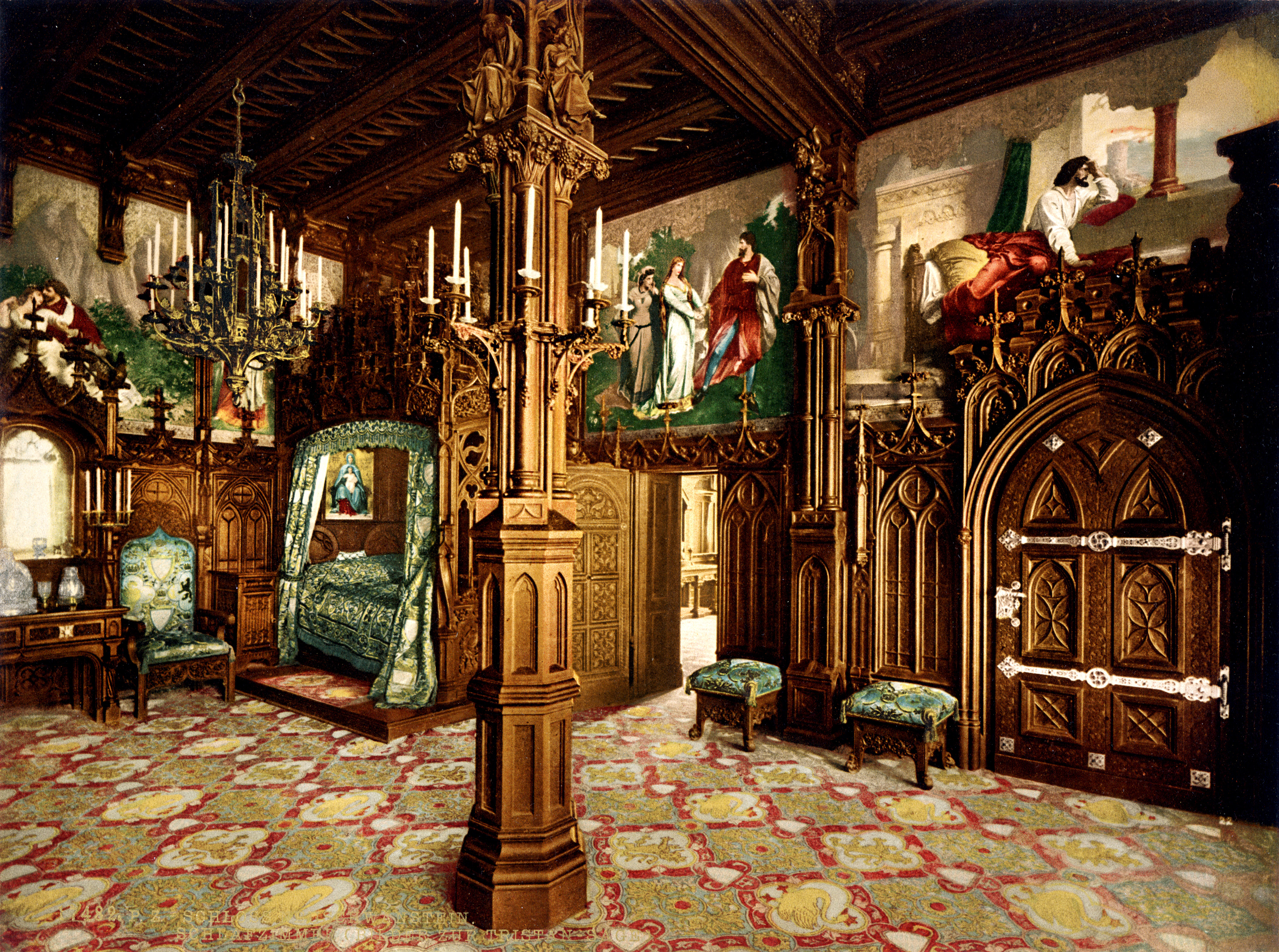
El dormitorio del rey en un fotocromo del.

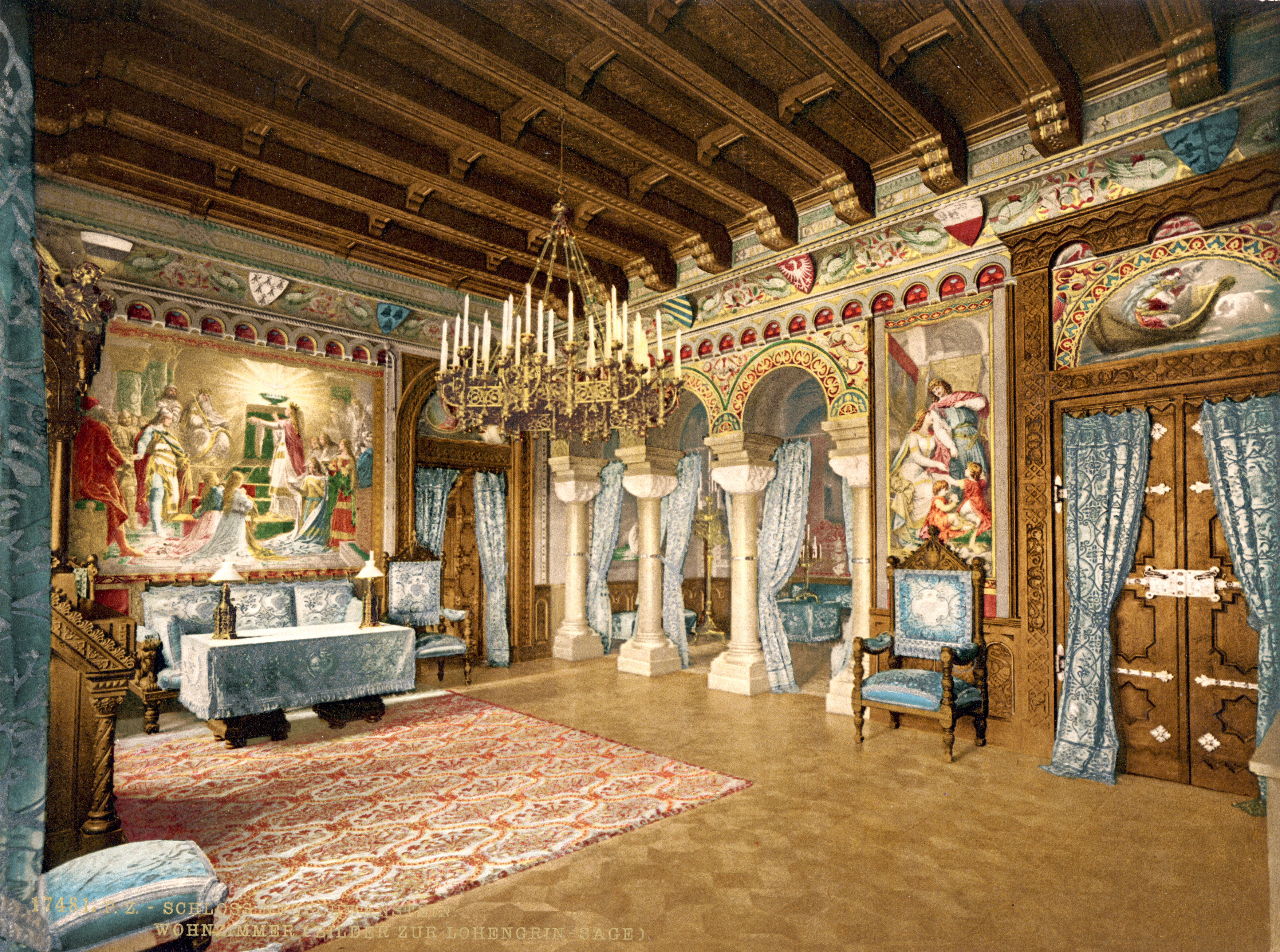
La sala de estar en un fotocromo del.

Una vez terminado el castillo tenía unos 200 cuartos interiores incluyendo habitaciones para visitantes y sirvientes, al igual que para logística y servicio. Acabados y equipados había solamente quince cuartos y salones. En los pisos inferiores del castillo están las oficinas y los cuartos de servicio, lo mismo que los cuartos donde hoy se alberga la administración del castillo. Los pisos superiores contienen los cuartos de estado y pompa del rey: El edificio delantero contiene en su tercer nivel los cuartos residenciales y un nivel más arriba está la "Sala de los cantores" (Sängersaal). El nivel superior del edificio trasero está ocupado casi en su totalidad por la "Sala del trono" (Thronsaal). En total la superficie de piso disponible en ambos edificios asciende a 6000 m².
Aunque el castillo no se completó en su totalidad, varios de sus cuartos interiores son ejemplos importantes de la arquitectura historicista alemana, además Neuschwanstein estaba equipado con los últimos avances tecnológicos del siglo XIX. Entre otros avances, poseía un sistema de campanas para llamar a los sirvientes operado con baterías y servicio telefónico. El equipo de cocina incluía una estufa Rumford que movía el pincho con su propio calor y por lo tanto la velocidad de rotación se ajustaba automáticamente. El aire caliente producido era aprovechado para la calefacción central. Otras novedades para la época eran agua corriente, e inodoros con descarga automática.

#### La sala del trono y la sala de los cantores
El cuarto más grande del castillo es la "Sala de los cantores" con una superficie de 27 x 10 metros. Está localizada en el cuarto nivel de la parte oriental del castillo, sobre la recámara del rey. La sala está inspirada en la "Sala de los cantores" y el "Salón de baile" del castillo de Wartburg y era el proyecto favorito del rey para su castillo. La sala rectangular está adornada con referencias a Lohengrin y la leyenda de Parzival. El lado más largo termina en una galería coronada con una tribuna a la manera del Wartburg. En el extremo oriental hay un escenario constituido por arcadas llamado el Sängerlaube. La "Sala de los cantores" nunca fue planeada para acoger fiestas de la corte por el tímido y huraño rey, al igual que la "Sala del trono", servía más que nada como un homenaje habitable a la cultura de los caballeros y el amor cortés de la Edad Media. La primera representación en la sala no tuvo lugar hasta 1933 con motivo del 50 aniversario de la muerte de Richard Wagner.
La "Sala de trono" mide 20 x 12 metros y está localizada en la parte occidental del castillo. Tiene una altura de 13 metros y ocupa el tercer y cuarto nivel del edificio. Está inspirada en la iglesia de Todos los Santos de la Residencia de Múnich y fue hecha según los diseños de Julius Hofmann. La sala está rodeada en tres lados por coloridas arcadas y termina en un ábside donde debía estar el trono de Luis II. Sobre el estrado del trono hay murales realizados por Wilhelm Hauschild de los doce apóstoles y de los seis reyes canonizados. El piso de mosaico de la sala no fue completado hasta después de la muerte del rey. La lámpara de araña tiene la forma de una corona bizantina. La sala da una impresión sacra y combina según los deseos del rey, la "Sala del Grial" de Parzival con un símbolo del derecho divino de los reyes que personifica un poder soberano sin restricciones, un poder que como rey de una monarquía constitucional, Luis II no tenía.

#### Los cuartos de residencia y de servicio

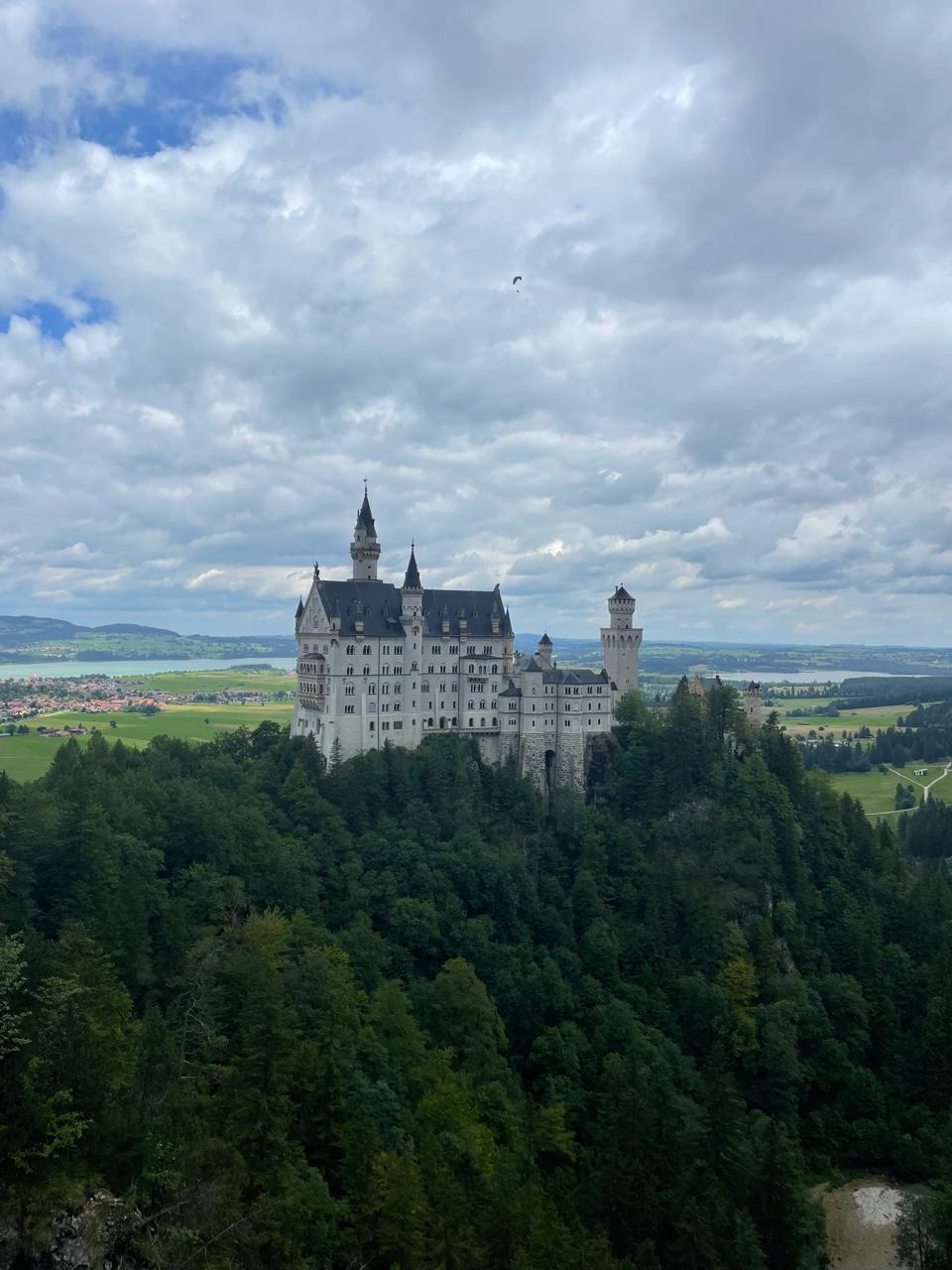
Castillo de Alemania, rodeado de árboles

Además de las grandes salas oficiales y de pompa se crearon cuartos más pequeños para el uso de Luis II. La recámara real se encuentra en la tercera planta de la parte oriental del castillo. Consiste de ocho cuartos residenciales y varias alcobas pequeñas adicionales. A pesar de su decoración ostentosa, debido a su modesto tamaño y su amueblado con sofás y sillas, dan un aspecto relativamente moderno a los visitantes contemporáneos. Luis II no le daba mucha importancia a los requerimientos representativos del rey, como en tiempos pasados en que la vida del monarca era más pública. El decorado con murales, tapices, muebles y otras artesanías tocan siempre los temas favoritos del rey: la leyenda del Santo Grial, las obras de Wolfram von Eschenbach y su interpretación por Wagner.
La sala de estar del lado oriental está decorada con temas de la saga de Lohengrin. El mobiliario de la alcoba septentrional, con sofá, mesa y sillas, da un aspecto confortable y casero. Adjunto a esta alcoba hay una pequeña gruta que da paso a un despacho. El inusual cuarto, que originalmente estaba planeado para tener una cascada artificial y una máquina para hacer arco iris, está conectado a un pequeño invernadero. Representa la gruta de Hörselberg en conexión con la ópera Tannhäuser de Wagner, al igual que el decorado del despacho adyacente. El rey mandó construir una gruta similar, pero de mayores dimensiones, en el castillo de Linderhof. Al lado opuesto del despacho hay un comedor decorado con motivos de los Minnesänger, como eran conocidos los trovadores medievales alemanes. Debido a que el comedor en Neuschwanstein estaba tres pisos más arriba de la cocina, no se instaló una mesa con plataforma levadiza como las existentes en los castillos Linderhof y Herrenchiemse, que bajaban la mesa entera al nivel de la cocina. En cambio se instaló un elevador para subir la comida.
Adyacentes al comedor están el dormitorio del rey y la capilla de la casa, que son los únicos cuartos del castillo hechos en estilo neogótico. El dormitorio del rey está dominado por una imponente cama tallada en madera de roble. Catorce artesanos trabajaron durante cuatro años tallando los revestimientos de las paredes y el elaborado dosel de la cama, que está decorado con intricados pináculos. En este cuarto fue donde Luis II fue hecho prisionero en la noche del 11 al 12 de junio de 1886. Junto al dormitorio está la pequeña capilla de la casa, consagrada al santo patrono del señor del castillo, San Luis.
En el sótano del castillo se hallan los cuartos de los sirvientes que están amueblados de forma espartana con mobiliario hecho de roble macizo. Cada dormitorio tiene una mesa, un armario y una cama de 1,80 metros de largo. Las habitaciones que daban al pasillo que conduce a la escalera principal tenían ventanas con vidrios opacos para que el rey pudiera entrar y salir sin ser visto. A los sirvientes no se les permitía usar la escalera principal, sino una escalera de servicio más angosta y empinada.

## Neuschwanstein en la cultura popular
Ha tenido numerosas apariciones en películas y series de televisión. Apareció, entre otras, en las películas Chitty Chitty Bang Bang y Spaceballs, además de en dos temporadas de la serie televisiva The Amazing Race. También aparece en la película The Monuments Men de 2014, en la cual se muestra que sirvió de bodega para guardar las obras de arte robadas por los nazis.
El castillo fue elegido por Walt Disney como modelo para el diseño del castillo de la Bella Durmiente de Disneyland. Además, el artista pop Andy Warhol lo utilizó como motivo en su litografía Neuschwanstein de 1987. También fue usado por la banda británica Blur para la portada de su sencillo, Country House, en 1995.
El castillo de Hades en el anime y manga Saint Seiya, correspondiente a la parte Santuario de la Saga de Hades, está basado en el castillo Neuschwanstein.[cita requerida] Es también el castillo que sirvió como inspiración a Eiichiro Oda, autor del manga One Piece, para el castillo de Drum, lugar donde vivía Chopper, uno de los miembros de los piratas del Sombrero de Paja antes de unirse a dicha banda.
Cuadros del castillo aparecen en diferentes títulos de la franquicia de videojuegos Resident Evil.
El castillo de Neuschwanstein ha servido como motivo en las estampillas de la Deutsche Bundespost en diversas ocasiones, la primera en el sello de 50 peniques de 1977 a 1982 de la serie "Fortalezas y castillos". En 1986 se emitió un sello conmemorativo por el 100 aniversario de la muerte del rey Luis II de Baviera, con el castillo al fondo, y en 1994 una más en la serie «Imágenes de Alemania».
Con motivo del 150 aniversario de las relaciones bilaterales entre Japón y Alemania, el correo japonés emitió un bloque de diez estampillas que contenía una imagen de Neuschwanstein entre ellas.
En el año 2012, como parte de la serie Bundesländer, se acuñó una moneda conmemorativa de dos euros con el castillo grabado al reverso en honor de la presidencia de Baviera en el Bundesrat alemán.

## Panoramas

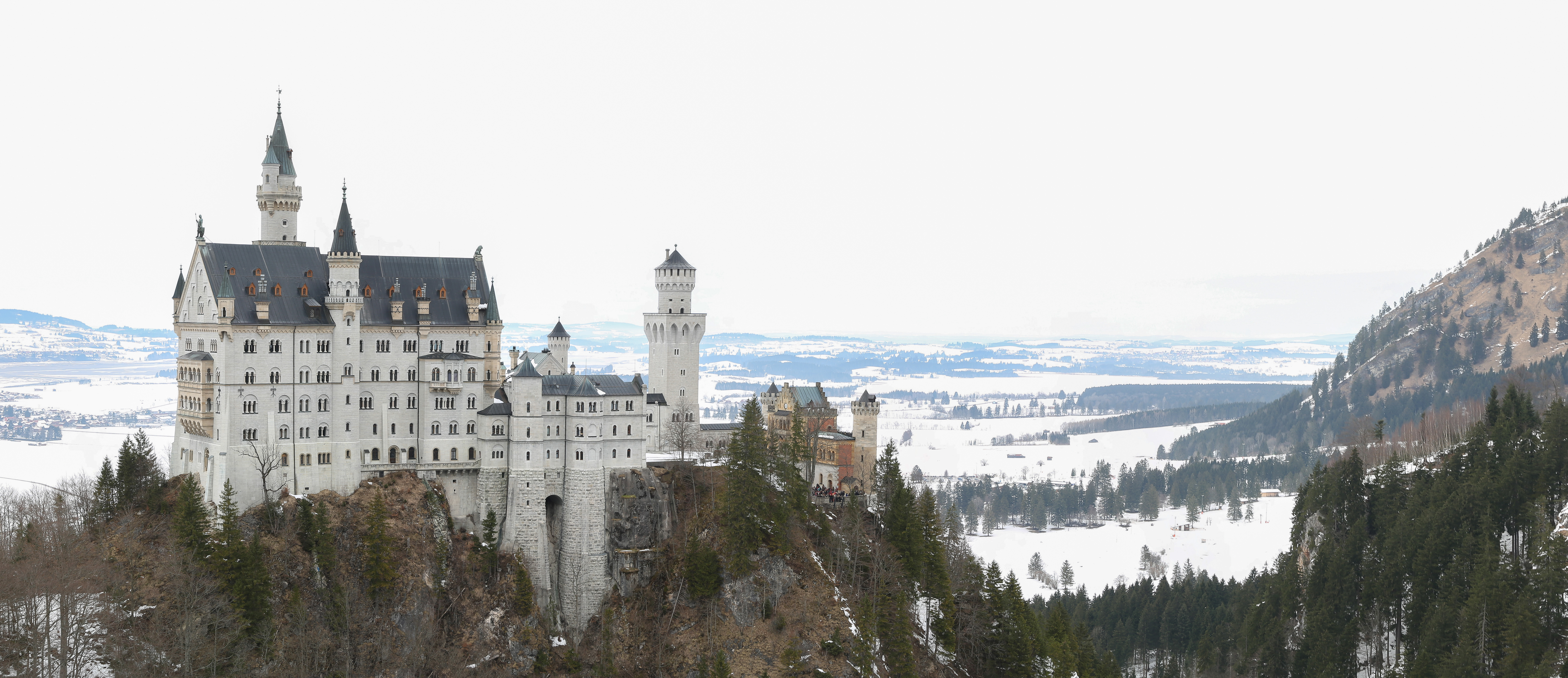
Panorama del castillo visto desde el desfiladero de Pöllat en invierno.

### Libros citados
- Blunt, Wilfied (1990). Ludwig II. Múnich: Hanser Verlag. ISBN 3-453-55006-4..
- Farmer, Walter I. (2002). Die Bewahrer des Erbes - Das Schicksal deutscher Kulturgüter am Ende des Zweiten Weltkrieges. Belín: Verlag Walter de Guyter. ISBN 978-3899490107..
- Linnenkamp, Rolf (1986). Die Schlösser und Projekte Ludwigs II. Múnich: Heyne Verlag. ISBN 3-453-02269-6..
- Merkle, Ludwig (2001). Ludwig II. und seine Schlösser. Stiebner Verlag. ISBN 978-3-8307-1024-0..
- Parkyn, Neil (Editor) (2002). Die siebzig Wunderwerke der Architektur. Fráncfort del Meno: Zweitausendeins. ISBN 978-3-86150-454-2..
- Petzet, Michael (1995). Gebaute Träume. Die Schlösser Ludwigs II. von Bayern. Múnich: Hirmer Verlag. ISBN 3-7774-6600-X..
- Petzet, Michael; Hojer, Gerhard (1991). Schloss Neuschwanstein. Amtlicher Führer. Múnich: Bayerische Verwaltung der staatlichen Schlösser, Gärten und Seen..
- Prevsner, Nikolaus; Honour, Hugh; Fleming, John (1992). Lexicon der Weltarchitektur. Múnich: Prestel Verlag. ISBN 978-3-7913-2095-3..
- Rauch, Alexander (1991). Neuschwanstein. Herrsching: Atlantis Verlag. ISBN 3-88199-874-8..
- Sykora, Katharina (2004). Ein Bild von einem Mann; Ludwig II. von Bayern: Konstruktion und Rezeption eines Mythos. Frácfort del Meno: Campus Verlag. p. 32. ISBN 978-3-593-37479-6..

### Libros disponibles en español
- des Cars, Jean: Luis II el rey loco de Baviera. Emecé Editores, 1991, ISBN 978-950-04-0471-6.
- Combescot, Pierre: Luis II de Baviera, Fondo de Cultura Económica, México D.F. 1989, ISBN 978-968-16-3311-0
- King, Greg: El rey loco, Luis II de Baviera 1845-1886, Javier Vergara Editor S.A. 1997, ISBN 978-950-15-1764-4.
- de Pourtalès, Guy: Luis II de Baviera o Hamlet rey, Planeta DeAgostini, Barcelona 1995, ISBN 978-84-395-4061-8